# 沙羅曼蛇 ポータブル
『沙羅曼蛇 PORTABLE』（サラマンダ ポータブル SALAMANDER PORTABLE）はコナミデジタルエンタテインメントより2007年1月25日に発売されたPlayStation Portable用のソフト。沙羅曼蛇シリーズ3作+『XEXEX』（ゼクセクス）+『グラディウス2』のパワーアップアレンジ移植版を収録したオムニバスソフト。

## 概要
1986年にアーケードで発売された『沙羅曼蛇』、1987年に発売された『ライフフォース』、1996年に発売された『沙羅曼蛇2』、1991年に発売された『XEXEX』、さらに1987年にMSXで発売された『グラディウス2』のパワーアップアレンジ移植版（タイトル発表当初に公式で「シークレットタイトル」とされていた作品）を合わせ、合計5作のシューティングゲームが収録されている。
『XEXEX』は業務用の特殊基板を使っていたため、当時の家庭用ハード性能の限界から移植されていなかったが、今回、実にオリジナル発売から15年ぶり、初の家庭用への完全移植となる。『XEXEX』は沙羅曼蛇シリーズではないが、『グラディウスII -GOFERの野望-』のスタッフが製作したシューティングゲームで、移植希望が高かったため今回の移植が実現した。
『グラディウス2』は「グラディウス ポータブル」に収録されている『グラディウスII -GOFERの野望-』ではなく、MSXパソコンオリジナルのグラディウスの続編。本ソフトにはこのパワーアップアレンジ移植版が収録されている。設定でMSXオリジナル版にすることも可能。また、MSX版にあった2人交互プレイも再現されている。
また、ギャラリーモードでは自由にBGMを聴けるサウンドテストが可能。オリジナルのBGMだけでなく未使用曲やMIDIバージョンも収録されている。沙羅曼蛇-30曲、ライフフォース-27曲、沙羅曼蛇2-26曲、XEXEX-31曲、グラディウス2-17曲、沙羅曼蛇（MIDI）-9曲、XEXEX（MIDI）-31曲と延べ171曲が収録されている（沙羅曼蛇とライフフォースで重複する曲を除いた合計は144曲）。メドレー、リピート、シャッフルプレイにも対応。
ポーズメニューから画面サイズ、キーコンフィグ、操作プレイヤー、処理落ちの有無、難易度等の設定の変更が可能。
パッケージイラストは沙羅曼蛇のイラストをCGに書き換えられたものである。
2009年7月30日にダウンロード配信が開始された。KDEがPSP向けに出した一連のオムニバスソフトで唯一の配信となっている。

## 開発
ディレクターを務めた河内武博によると、担当プログラマは本作の開発当時何度も挫折しかけたといい、PSP用ソフトながら60フレームで動かせたのは奇跡的だったと述懐している。